# Regiunea Harkov
Regiunea Harkov (în ucraineană Харківська область, Harkivska oblast, în rusă Харьковская область, transliterat: Harkovscaia oblast) este o regiune (oblastie) în Ucraina de est. Centrul administrativ este orașul Harkov. Din punct de vedere economic regiunea a realizat 6,3% din produsul intern brut al Ucrainei în anul 2008. 